# Fawdington
Fawdington – wieś w Anglii, w hrabstwie North Yorkshire, w dystrykcie (unitary authority) North Yorkshire. Leży 27 km na północny zachód od miasta York i 305 km na północ od Londynu.